# Helena Dalli
Helena Dalli (Żabbar, 29 de septiembre de 1962), también conocida como Helena Abela, es una política socialista maltesa. Ha sido ministra en Malta en dos legislatura, en la cartera de Diálogo Social, Asuntos de las Personas Consumidoras y Libertades Civiles y en la de Asuntos Europeos e Igualdad. Es la Comisaria Europea para la Igualdad desde el 1 de diciembre de 2019.
En 2015, lideró el proceso para el establecimiento del Día Internacional de la Mujer y la Niña en la Ciencia, que la ONU conmemora anualmente el 11 de febrero. 

## Formación
Dalli tiene un doctorado en Sociología Política de la Universidad de Nottingham  y un B.A. (Hons) en Sociología por la Universidad de Malta.

## Trayectoria profesional

### Secretaria del Parlamento Europeo
En 1996, Dalli fue elegida para el Parlamento de Malta y nombrada Secretaria Parlamentaria para los Derechos de la Mujer en la Oficina del Primer Ministro. Fue reelegida durante las cinco elecciones posteriores, convirtiéndola en la segunda mujer más elegida en la historia política maltesa.
Durante su mandato de dos años, presentó un proyecto de ley de cuidado infantil para regular estos servicios para menores, tanto en el sector público como en el privado, y se encargó de la redacción del proyecto de ley de igualdad de género con la asistencia del Programa de las Naciones Unidas para el Desarrollo . Dalli también lanzó el primer libro blanco de Malta sobre violencia doméstica.

### Ministra
Durante la legislatura 2013-2017 de Malta, Dalli fue Ministra de Diálogo Social, Asuntos de las Personas Consumidoras y Libertades Civiles. Bajo su dirección, el Gobierno de Malta introdujo varias leyes y políticas para fortalecer el marco de igualdad y derechos humanos, incluida una Ley de sindicatos civiles, así como la ampliación de las protecciones contra la discriminación en la Constitución de Malta para abarcar la identidad de género y la orientación sexual.
En abril de 2015, presentó una ley que ampliaba los derechos de las personas transgénero e intersexuales. La Ley de expresión de género y características sexuales de identidad de género establece el derecho a la identidad de género y el reconocimiento del género autodeterminado en los documentos oficiales, y reconoce el derecho a la integridad corporal y la autonomía física.
Durante la misma legislatura, Dalli introdujo un fondo nacional de permisos de maternidad al que todos los empleadores contribuyen independientemente del sexo de sus empleados, con el fin de proteger a las mujeres contra la discriminación durante el proceso de contratación.

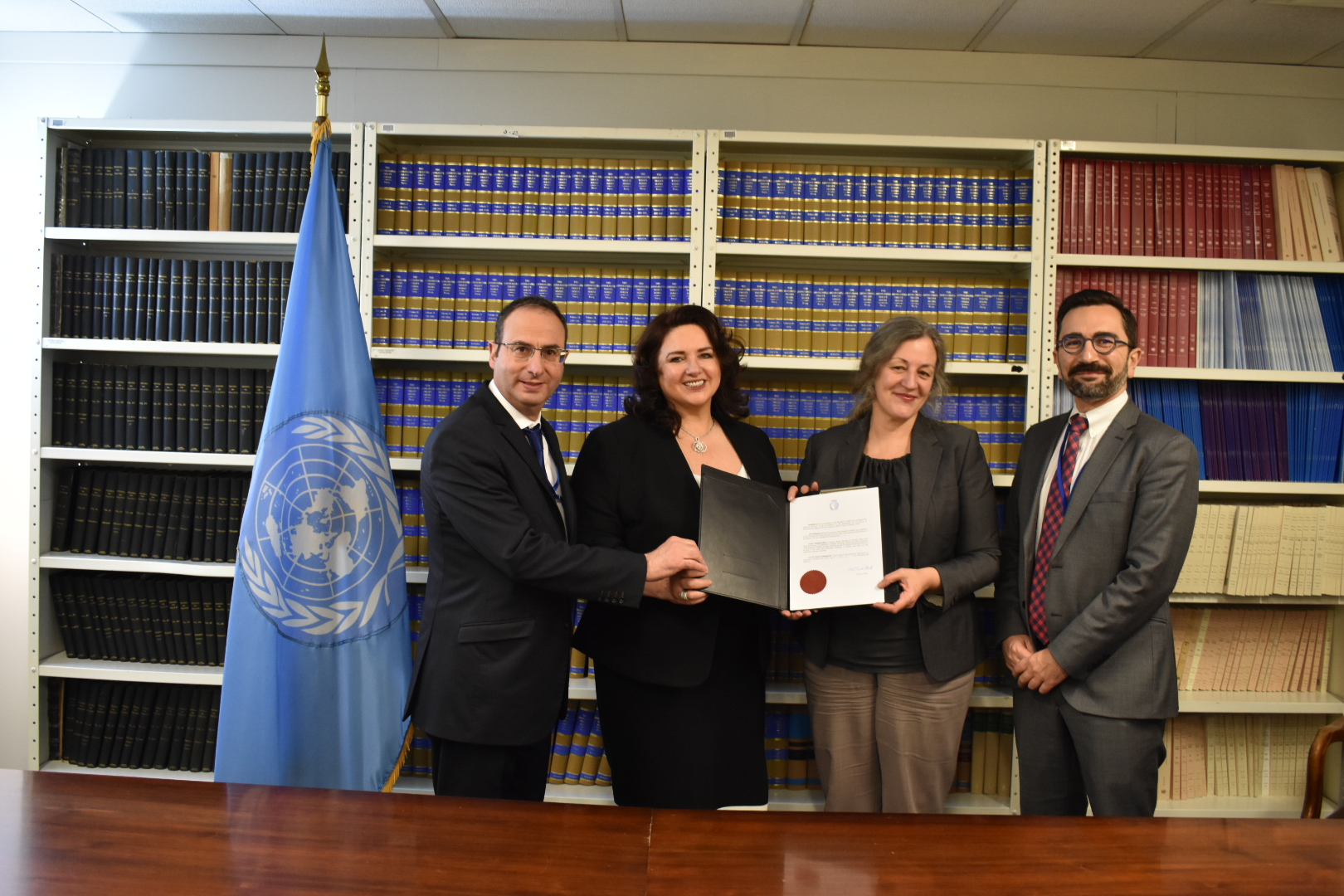
Dalli presenta el instrumento de adhesión de Malta al PF-CEDAW en la sede de la ONU en marzo de 2019

En 2015, lideró el proceso para el establecimiento del Día Internacional de la Mujer y la Niña en la Ciencia, que la ONU ahora conmemora anualmente el 11 de febrero.
Y también fue fundamental para la reestructuración de la Autoridad de Medicamentos de Malta. 
Dalli fue reelegida en sus dos distritos en las elecciones generales de 2017 en Malta. Al comienzo de esta nueva legislatura, en la fue Ministra de Asuntos Europeos e Igualdad, presentó al Parlamento un proyecto de ley para introducir el matrimonio igualitario (matrimonio entre personas del mismo sexo). El trabajo de Dalli en el sector de la igualdad llevó a Malta a convertirse en el país que ofrece la mejor protección legal e igualdad para las personas LGBTIQ. Como resultado, Malta ha mantenido el primer lugar en el índice de países que elabora la Asociación Internacional de Gays y Lesbianas en Europa (ILGA-Europa) durante cuatro años consecutivos.

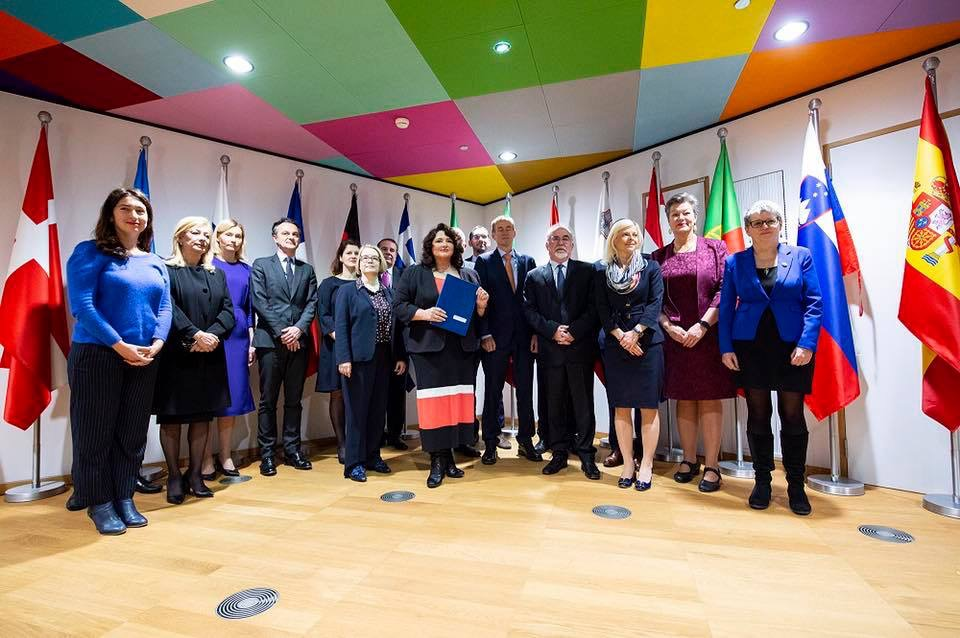
Convocatoria de reunión de seguimiento de la Comisión Europea de la lista de acciones LGBTI (diciembre de 2018)

Durante su dos legislaturas como ministra, Dalli trabajó para mejorar las estructuras de derechos humanos e igualdad de Malta y su independencia, así como el diálogo con la sociedad civil y los interlocutores sociales. Para ello, creó una Dirección de Derechos Humanos e Igualdad que tiene a su cargo la política del Gobierno sobre igualdad de género y transversalidad de género, igualdad LGBTIQ e integración de migrantes y antirracismo. También creó un Consejo Consultivo LGBTIQ, un Consejo Consultivo para los Derechos de la Mujer y un Foro sobre Asuntos de Integración. Tras un largo proceso de consulta de varios pasos, presentó un proyecto de ley de igualdad y un proyecto de ley de la Comisión de Derechos Humanos e Igualdad que tienen como objetivo inculcar los más altos estándares en términos de lucha contra la discriminación e igualdad en todas las esferas de la vida, y la creación de un institución nacional independiente de derechos humanos de conformidad con los Principios de París de Naciones Unidas y las directivas de igualdad de la Unión Europea.

### Comisaria Europea
Tras las elecciones europeas de 2019, Dalli fue designada por el gobierno del primer ministro Joseph Muscat como candidata de Malta para la siguiente Comisión Europea.
Es la Comisaria Europea para la Igualdad desde el 1 de diciembre de 2019. Entre sus líneas de trabajo, se encuentran lograr que todos los países de la Unión Europea ratifiquen el Convenio de Estambul e implementen políticas de igualdad real y efectiva entre mujeres y hombres, y establecer un acuerdo diplomático que evite situaciones de desplante machista como la propiciada por el presidente de Turquía a la presidenta Von der Leyen en su visita a Estambul en 2021.

### Docencia académica
Da conferencias en Sociología Política y Económica, Políticas Públicas y Sociología del Derecho en la Universidad de Malta.

## Reconocimientos
- En 2016, fue la primera maltesa nominada y ganadora del Premio Europeo a la Diversidad por su trabajo en derechos humanos e igualdad a nivel local e internacional.[30][31]
- En 2019, recibió, en representación de Malta, el premio Diversa Internacional de la Asociación Española de Abogados y Abogadas contra los Crímenes de Odio, en reconocimiento a su labor por la igualdad tanto en el ámbito nacional como en el internacional.[32]
- En 2021, el día 28 de junio, Día Internacional del Orgullo LGBTI, le fue entregado el Reconocimiento Arcoíris, otorgado por el Ministerio de Igualdad de España y la Dirección General de Diversidad Sexual y Derechos LGTBI, en reconocimiento institucional como Comisaria Europea para la Igualdad e impulsora de la Estrategia LGTBIQ 2020-2025 de la Comisión Europea.[33]

## Vida privada
Helena Dalli está casada y tiene dos hijos: Luke y Jean-Marc.